# Cinderella (musical de 1957)
Cinderella de Rodgers y Hammerstein es un musical escrito para televisión, con música de Richard Rodgers y libreto y letras de Oscar Hammerstein II. Está basado en el cuento de hadas Cenicienta, particularmente en la versión francesa Cendrillon, ou la Petite Pantoufle de Vair, de Charles Perrault. La historia trata de una joven mujer forzada a vivir una vida de incertidumbre con su madrastra y hermanastras egocéntricas, que sueña con una vida mejor. Con la ayuda de su hada madrina, Cenicienta se transforma en una Princesa y encuentra a su Príncipe.
Cinderella es el único musical de Rodgers y Hammerstein escrito para televisión. Se emitió originalmente en vivo el 31 de marzo de 1957 en CBS, como un vehículo para Julie Andrews, quien interpretó el papel principal. La emisión fue vista por más de 100 millones de personas. Se rehízo posteriormente para televisión en dos ocasiones, en 1965 y 1997. La versión de 1965 fue protagonizada por Lesley Ann Warren, y la versión de 1997 fue protagonizada por Brandy Norwood en el papel principal. Ambos remakes incluyeron canciones de otros musicales de Richard Rodgers.
El musical también se ha adaptado para escenario en numerosas versiones, incluyendo una adaptación pantomima en el West End de Londres, una adaptación en el New York City Opera que sigue de cerca a la versión para televisión y varias producciones de gira. Una producción de Broadway protagonizada por Laura Osnes y Santino Fontana, con nuevo libreto de Douglas Carter Beane, abrió sus puertas en el 2013.

## Historia
En la década de 1950, las adaptaciones televisivas de los musicales eran bastante comunes. Versiones de difusión de Annie Get Your Gun, Wonderful Town, Anything Goes y Kiss Me, Kate todas fueron vistas durante la década. En 1955, NBC había transmitido el musical de Broadway Peter Pan, protagonizado por Mary Martin. Fue un éxito, y el canal buscó más proyectos musicales orientados a la familia. Richard Rodgers había suministrado previamente la puntuación ganadora del Premio Emmy para Victory at Sea, una serie documental acerca de la Segunda Guerra Mundial. NBC se acercó a Rodgers y Hammerstein y les pidió que escribiera un musical original expresamente para televisión (en lugar de simplemente adaptarse uno existente al formato especial de televisión), una idea novedosa. El equipo decidió adaptarse el cuento de hadas Cenicienta y, como novedad a la televisión, buscaron el consejo de una fuente de la industria, Richard Lewine. Lewine fue en ese entonces el vicepresidente en cargo de la televisión a color en CBS. Él le dijo a Rodgers y Hammerstein que CBS también estaba buscando un proyecto musical y ya había firmado Julie Andrews, quien era en ese entonces protagonista en el musical de Broadway My Fair Lady. Rodgers recordó en su autobiografía: "Lo que nos vendió de inmediato fue la decisión de trabajar con Julie". Rodgers y Hammerstein firmaron con CBS.
Rodgers y Hammerstein obtuvieron la propiedad del show y tenía el control del elenco, la dirección, escenografía y vestuarios, mientras que CBS controlaban los aspectos técnicos de la emisión y tenían una opción para una segunda emisión. CBS anunció la producción el 5 de septiembre de 1956. En la adaptación del famoso cuento de hadas, Rodgers y Hammerstein se mantuvieron fieles a la versión original de Charles Perrault. Hammerstein fue entrevistado por Saturday Review acerca de la adaptación: "Queremos que los niños que lo verán reconozcan la historia que ellos conocen. Los niños pueden ser muy críticos en ese aspecto" Pero, por supuesto, sus padres también podrán verlo, así que tratamos que humanizar los personajes sin alterar la estructura familiar de la trama". El musical tuvo que encajar dentro del programa de 90 minutos con seis comerciales de descanso, así lo hemos dividido en seis actos cortos. En una entrevista con Time Magazine, Hammerstein dijo: "Me tomó siete meses escribir el libreto y letras para Cinderella".
Los ensayos comenzaron el 21 de febrero de 1957. El directo ganador del Premio Emmy Ralph Nelson y el coreógrafo Jonathan Lucas, quien había realizado coreografía para The Milton Berle Show, ambos experimentaron con material musical en televisión. El amigo de Rodgers, Robert Russell Bennett, brindó la orquestación. Alfredo Antonini, un veterano de CBS, condujo. A principio de marzo, la compañía se mudó a CBS Televisión Color Studio 72,, el primer estudio a color de CBS-TV en Nueva York y el más pequeño estudio de color del imperio CBS al mismo tiempo. Los 56 artistas, 33 músicos y 80 tramoyistas y tripulantes trabajando hacinados en el pequeño estudio juntos con cuatro cámaras de color RCA TK-40A gigantes, un armario de hasta 100 trajes, más de media docena de grandes jugadas a balón parado, y un numeroso equipo de efectos especiales. La orquesta tocó en una pequeña habitación con equipamiento especial para superar la acústica suprimida. CBS invirtió en una campaña de marketing masiva, así como lo hicieron los patrocinadores.
Ed Sullivan también promovió el show, el cual era visto en noche de domingo habitual, con una aparición de Richard Rodgers y Oscar Hammerstein II el domingo previo. Fue emitido en vivo el 31 de marzo de 1957.

## Sinopsis
Acto I
En la plaza del pueblo, un Heraldo proclamó: "El Príncipe dará un gran baile" para celebrar el cumpleaños #21 del Príncipe. Las damas del Reino están emocionados ante la perspectiva de reunirse con él. Cenicienta, cuyo padre amado había muerto, se ocupa de la casa de su madrastra y hermanastras malhumoradas y egoístas. Ella lleva la totalidad de sus parcelas de compras para ellos, y cuando regresan a casa, los tres le orden a Cenicienta. Una vez sola en su rincón, cerca del fuego, sueña con vivir una vida exótica como una princesa o que no sea una sierva («In My Own Little Corne»). Mientras tanto, el rey y la reina se preparan para la gran celebración («Escena de la Royal Dressing Room») y los siervos discuten la planificación de la fiesta («"Your Majesties»). Tienen la esperanza de que su hijo encuentre una novia adecuada, pero el Príncipe es un poco aprensivo acerca de conocer a todas las mujeres deseosas del reino. La Reina es tocada para oír la discusión del Rey con su hijo y le dice que lo ama («Boys and Girls Like You and Me») [a veces omitidos, y no cantados en cualquiera de las transmisiones].
Como las hermanastras de Cenicienta se preparan para el baile, esperando poder llamar la atención del Príncipe, se ríen de los sueños de Cenicienta. Finalmente se van, y Cenicienta imagina ir con ellas («In My Own Little Corner» [reprise]). El hada madrina de Cenicienta aparece y, persuadida por el fervor del deseo de Cenicienta para ir al baile, ella transforma a Cenicienta en una dama joven maravillosamente vestida y a sus pequeños ratones y calabaza en una carroza adornada de lacayos («Impossible; It's Possible») y se dirige al baile.
Acto II
Cenicienta llega al palacio a las 11:30; antes de ingresar, su hada madrina le advierte de no pasarse de la media noche. El Príncipe ha estado aburrido por la atención de todas las damas jóvenes con quienes él ha tenido que bailar, incluyendo a las hermanastras. La gran entrada de Cenicienta inmediatamente captó la atención de todos y la intriga del Príncipe. Ellos bailaron juntos e instantáneamente se enamoraron («"Ten Minutes Ago"»). Al ver al Príncipe con una pequeña belleza (quienes no se reconocieron), las hermanastras se preguntan por él [Príncipe] no iba a preferir a una chica sustancial "lo usual" como ellas. («Stepsisters' Lament»). El Príncipe y Cenicienta bailaron y se encontraron mutuamente con un momento privado, y él declaró su amor por ella («Do I Love You Because You're Beautiful?»). Tan pronto como se besaron, el reloj empezó a indicar la media noche, y Cenicienta huye antes de que la magia desaparezca; pero en su huida, se le cae una zapatilla de cristal.
Acto III
La mañana siguiente, la madrastra y las hermanastras de Cenicienta recuerdan el baile y encuentran que Cenicienta es muy intuitiva sobre lo que se debe sentir ir al baile («When You're Driving Through the Moonlight») y bailar con el Príncipe («A Lovely Night»). Mientras tanto, el Príncipe se encuentra en busca de la bella dama con quien él bailó, y qué huyó rápidamente del baile. Su Herald intenta la zapatilla en todas las mujeres del reino («The Search»). En la casa de Cenicienta, la zapatilla no le ajusta a ninguna de las damas. La madrastra de Cenicienta trata de intenta dirigir el Herald lejos de la sierva, Cenicienta, pero ella no está en casa; ella se está escondiendo en el jardín del Palacio. El Herald regresa al jardín del Palacio y lamentablemente informa al Príncipe que no ha encontrado la chica perdida. El Heral, entonces, ve a Cenicienta escondiéndose y la coloca bajo arresto. Empujado por el hada madrina, él trata la zapatilla en Cenicienta. Se ajusta, y el Príncipe es llamado al jardín, en donde reconoce a su enamorada («Do I Love You Because You're Beautiful? [Reprise]»). Cenicienta y el Príncipe se casan, y todos vivieron felices para siempre.

## Números musicales
La versión original contiene las siguientes canciones:
| ; Acto I - "Overture" – Orquesta - "The Prince Is Giving a Ball" – Herald y Coro - "Cinderella March" – Orquesta - "In My Own Little Corner" – Cenicienta - "The Prince Is Giving a Ball" (reprise) – Coro - "Your Majesties" (Royal Dressing Room Scene) – Rey, Reina, Chef y Mayordomo - "In My Own Little Corner" (reprise) – Cenicienta - "Impossible; It's Possible" – Cinderella y Hada madrina | Acto II - "Gavotte" – Orquesta - "Ten Minutes Ago" – Príncipe y Cenicienta - "Stepsisters' Lament" – Hermanastras - "Waltz for a Ball" – Coro - "Do I Love You Because You're Beautiful?" – Príncipe y Cenicienta - "Never in a Thousand Years" (eventualmente omitido de la producción) |  | Acto III - "When You're Driving Through the Moonlight" – Cenicienta, Madrastra y Hermanastras - "A Lovely Night" – Cenicienta, Madrastra y Hermanastras - "The Search" – Orquesta - "Do I Love You Because You're Beautiful?" (Reprise) – Príncipe - "Wedding" – Orchestra - "Do I Love You Because You're Beautiful?" (Reprise) – Coro |

En algunas producciones, los números adicionales añadidos incluyen, «Loneliness of Evening» (cortado del musical South Pacific y se introdujo en la emisión de 1965), una canción para el Príncipe; y «Boys and Girls like You and Me» (cortado del musical Oklahoma! y posteriormente otros espectáculos), para la reina y el rey (in the Royal Dressing Room Scene), el cual aparece en la publicación de partitura publicada del show. La versión de televisión de 1997 añadió, entre otros, «Falling in Love with Love» para la Madrastra.
A diferencia de la versión de tres actos para televisión, la producción de Broadway de 2013 es interpretada en dos actos con canciones adicionales, incluyendo «Me, Who, Am I?», «Now Is the Time» (cortada de South Pacific.), «The Pursuit», «Loneliness of Evening» y «There's Music in You».

## Producciones de televisión

### Producción original de 1957
La emisión original de 1957 fue dirigida por Ralph Nelson con coreografía de Jonathan Lucas y protagonizada por Julie Andrews como Cenicienta y Jon Cypher como El Príncipe. También apareció Howard Lindsay como El Rey, Dorothy Stickney como La Reina, Edie Adams como el Hada madrina, Kaye Ballard y Alice Ghostley como Las Hermanastras Portia y Joy, Ilka Chase como La Madrastra, e Iggie Wolfington como El Mayordomo. Betty Noyes interpretó a una madre en el conjunto que canta un solo, y Joe Layton apareció sin acreditar en el conjunto.
El domingo, 31 de marzo de 1957, a las 8:00 p. m. Hora del Este, Cinderella fue emitido en vivo en el Este, Centro y Zonas Horarias de montañas en ambos blanco y negro y compatible con color; la Costa Oeste recibió una emisión solo en blanco y negro retrasado el cual comenzó a las 8:00pm Hora del Pacífico. Más allá de Estados Unidos, que fue transmitido por afiliados de CBS en los territorios estadounidenses de Alaska, Hawái y Puerto Rico; en Canadá fue emitido en CBS. Fue producido por $376.000, que era muy caro para la época, y fue promovido en gran medida por sus patrocinadores Pepsi Cola y the Shulton Company (entonces fabricante de Old Spice). La calificación de The Nielsen TV por el programa fue 18.864.000 "casas alcanzadas durante un minuto y medio de transmisión". Más de 107 millones de espectadores vieron la emisión, y Andrews fue nominado por un Premio Emmy por su actuación.
Un cinescopio en blanco y negro de la emisión sobrevive y ha sido emitido en DVD. La cinta de vídeo a color, sin embargo, no fue utilizado por CBS Studio 72, por lo que la transmisión en vivo original en color se perdió.

### Versión de 1965

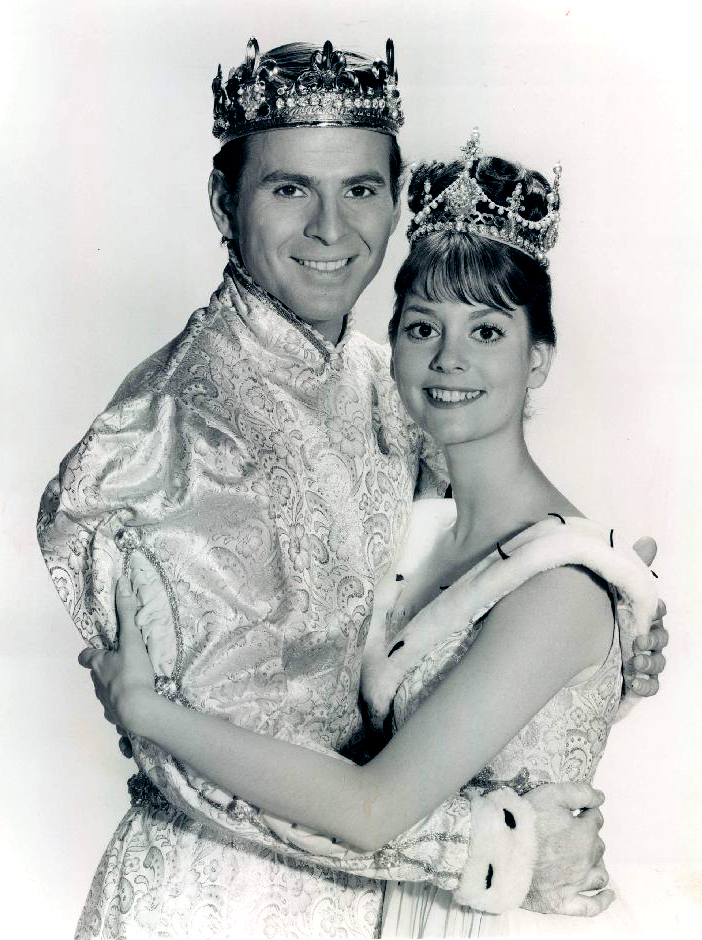
Stuart Damon, como El Príncipe, y Lesley Ann Warren, como Cenicienta.

Después del éxito del musical como una producción de la etapa, el canal decidió que era necesaria otra versión para televisión de Cenicienta. La premier de 1957 había sido emitido antes de que la cinta de vídeo estuviera disponible, así que solo fue posible emitir una única actuación en directo. CBS montó otra producción en 1965 con Richard Rodgers como productor ejecutivo. Esta adaptación, encargada por Rodgers (Hammerstein había muerto en 1960) y escrita por Joseph Schrank, utilizó un nuevo guion que excavó cerca del cuento tradicional, aunque casi todas las canciones originales fueron conservadas y cantadas en su configuración original. Una nueva secuencia abrió la historia: el Príncipe se detiene en la casa de Cenicienta con su séquito por un vaso de agua después de regresar de sus viajes. Cenicienta, sola en casa, y sin saber quien es el guapo viajero hasta que un paje pronuncia las palabras "Su Alteza", amablemente le da el agua del pozo. Poco después de que el Príncipe se va, él canta "«Loneliness of Evening»", el cual había sido compuesto para Sout Pacific en 1949 pero no fue cantada en el musical. Cenicienta canta «In My Own Little Corner» antes de que haya alguna mención del baile que dará el Príncipe. Los nombres de las hermanastras fueron también cambiados de la producción original, y el oyal Dressing Room Scene fue omitido.
La versión de 1965 fue dirigida por Charles S. Dubin con coreografía de Eugene Loring y regrabada en videocinta (en CBS Television City en Hollywood) para su posterior difusión. El elenco incluía a Ginger Rogers y Walter Pidgeon como El Rey y La Reina; Celeste Holm como El Hada Madrina; Jo Van Fleet como La Madrastra, con Pat Carroll y Barbara Ruick como sus hijas Prunella and Esmerelda; y Stuart Damon como El Príncipe. Lesley Ann Warren interpretó, con 18 años, el papel principal. La película también cuenta con raras apariciones en cámara de los dobladores Betty Noyes y Bill Lee, quienes interpretaron una pareja que cantan brevemente acerca de su hija (interpretada por Trudi Ames).  La primera emisión fue el 22 de febrero de 1965 y fue emitida de nuevo en ocho ocasiones hasta febrero de 1974.

### Versión de 1997
La adaptación para televisión de 1997, la única de tres versiones en película, fue adaptada por Robert L. Freedman y dirigida por Robert Iscove, con coreografía de Rob Marshall. Fue producida por Whitney Houston y Debra Martin Chase para Walt Disney Productions y salió al aire el 2 de noviembre de 1997. Esta versión contó con un elenco de diversas razas, con Brandy Norwood como Cenicienta, Whitney Houston como El Hada Madrina, Bernadette Peters como La Madrastra, Paolo Montalbán como El Príncipe, Whoopi Goldberg como La Reina, Victor Garber como El Rey y Jason Alexander como Lionel, el Herald. Varias canciones fueron incluidas «Falling in Love with Love» del musical The Boys from Syracuse, cantada por la Madrastra; «The Sweetest Sounds» del musical No Strings, cantada por Cenicienta y El Príncipe; y «There's Music in You», escrita para la película de 1953 Main Street to Broadway, cantada como el final por El Hada Madrina. La emisión fue muy popular, con una audiencia de 60 millones de espectadores.
Los cambios en la trama de Hammerstein en esta versión se incluyen los siguientes: El Hada Madrina comienza la historia, explicando que no hay nada imposible. Una vez más, los nombres de las hermanastras se cambian, a Calliope y Minerva. Disfrazado como un campesino, el Príncipe (insolado en el castillo) se pasea en el mercado (preocupando a su Herald, Lionel), conoce a Cenicienta, y se enamoran mutuamente. En el baile, avergonzado por las preguntas a cerca de su familia, Cenicienta escapa del jardín envuelta en lágrimas, en donde aparece el Hada Madrina de apoyo moral. Después de que su Madrastra regresa del baile y es particularmente cruel, Cenicienta empaca sus pertenencias para huir de casa. Su hada madrina le aconseja compartir sus sentimientos con el Príncipe. Después de probar la zapatilla en todas las otras doncellas, el Príncipe y Lionel superan a Cenicienta en su viaje a la libertad. Con solo verla a los ojos, el Príncipe la reconoce y coloca la zapatilla en el pie. En la boda, el Hada Madrina bendice a la pareja.

## Producciones en escena

### 1958 a 2008
El musical se estrenó en escenario en el London Coliseum en 1958 en la adaptación pantomima de vacaciones que también utilizó canciones de Me & Juliet. Harold Fielding produjo esta versión,  el cual abrió el 18 de diciembre de 1958 y tuvo funciones hasta la temporada de vacaciones. Yana (Pamella Guard) interpretó a Cenicienta, con Tommy Steele, Jimmy Edwards, Kenneth Williams y Betty Marsden.
Las versiones para escenarios comenzaron a aparecer en los cines de Estados Unidos en 1961. El New York City Opera produjo el musical en 1993 y 1995, con el Hada Madrina siendo interpretada por Sally Ann Howes y la Madrastra por Nancy Marchand y Jean Stapleton. Revivió la producción en 2004 con Eartha Kitt como el Hada Madrina y Dick Van Patten como El Rey, entre otras estrellas de la televisión. Una gira por Estados Unidos tuvo lugar de noviembre de 2000 a 2001 y protagonizado por Kitt como el Hada Madrina, Deborah Gibson y más tarde Jamie-Lynn Sigler como Cenicienta, Paolo Montalbán como el Príncipe y Everett Quinton como la Madrastra, con parada en el Teatro Madison Square Garden en 2001, donde Sigler en el rol principal.
Una gira asiática de 30 semanas de la Cenicienta protagonizada Lea Salonga y el australiano Peter Saide. La producción fue dirigida por Bobby García, con coreografía de Vince Pesce. El diseño de vestuario fue realizado por Renato Balestra, con escenografía de David Gallo e iluminación de Paul Miller. La gira empezó en Manila, Filipinas, el 29 de julio de 2008. El show pasó por varias ciudades en China, incluyendo Xian, Zhengzhou, Chongqing, Shenzhen, Cantón, Shanghái, Pekín y Hong Kong. Luego estuvieron de gira en Tailandia, Singapur, Malasia, Corea y Japón. Un álbum del elenco fue publicado en 2008.
Una producción de solo mujeres sobre el musical en Japón en 2008 incluyó al grupo de J-Pop Morning Musume y miembros veteranos del Takarazuka Revue. La producción estuvo en escena a lo largo del mes de agosto de 2008, en el Teatro Shinjuku Koma en Tokio. Los papeles principales (Cenicienta y el Príncipe) fueron interpretados por los miembros de Morning Musume, Ai Takahashi y Risa Niigaki.

### Broadway
Douglas Carter Beane escribió un nuevo libro para la primera producción de Broadway del musical. En su trama, Cenicienta abre los ojos del Príncipe Topher ante la injusticia de su reino. Los padres del Príncipe han muerto, dejando el reino en manos de un villano primer ministro, quien ha sido el mentor del Príncipe y ha engañado a su joven pupilo para que apruebe una legislación opresiva. El rebelde Jean-Michel, un nuevo personaje, y la hermanastra Gabrielle están enamorados y tratan de derrocar al gobierno. La puntuación incluye las canciones más conocidas de la versión original y cuenta con cuatro canciones del catálogo de Rodgers y Hammerstein.
El show comenzó previas en Broadway el 25 de enero de 2013 y abrió oficialmente el 3 de marzo de 2013. Mark Brokaw dirige la producción, con Josh Rhodes en la coreografía, y el elenco incluye a Laura Osnes en el papel principal, Santino Fontana como El Príncipe, Victoria Clark como la Loca Marie/el Hada Madrina, Harriet Harris como la Madrastra de Cenicienta, Peter Bartlett como el primer ministro, Ann Harada y Marla Mindelle como las Hermanastras Charlotte y Gabrielle, y Greg Hildreth como el Rebelde Jean-Michel. Los diseñadores incluyen a Anna Louizos (escenografía), William Ivey Long (vestuarios) y Kenneth Posner (iluminación). La producción recibió 9 nominaciones a los Premios Tony, ganando uno para los diseños de vestuario de William Ivey Long. La producción también recibió 5 nominaciones a los Premios Drama Desk, ganando a Mejor Orquesta, Mejor Diseño de Vestuario, y, para Osnes, Mejor Actriz en un Musical. Reemplazos del elenco notables en esta producción son Carly Rae Jepsen como Ella (de febrero a abril de 2014) y Fran Drescher como la Madrastra de Cenicienta (también de febrero a abril).

## Grabación
Columbia Records grabó las selecciones musicales de la primera transmisión por televisión de Cinderella el 18 de marzo de 1957, casi dos semanas antes de que el show salió al aire, en sonido monoaural y estereofónica,, lanzando la versión mono en 1957 y luego la versión estéreo en 1958. La versión estéreo fue posteriormente reeditado en CD por Sony Music. La grabación de cinescopio en blanco y negro del ensayo general, hizo la noche antes de ser transmitido por televisión, fue transmitido en PBS en diciembre de 2004 como parte de la serie Great Performances. Más tarde fue publicado en DVD con un documental incluyendo lo más originales intérpretes, así como también un cinescopio de la aparición de Rodgers y Hammerstein en The Ed Sullivan Show el domingo anterior, con Hammerstein recitando una de las canciones de acompañamiento de orquesta.
Un álbum LP del elenco de la transmisión de 1965 también fue publicada por obras maestras de Columbia Records y Sony. Las tres versiones de la transmisión de Cinderella han sido lanzadas en DVD. Una grabación del elenco de la producción de Broadway de 2013 fue publicado por Ghostlight Records en 2013.